# Dan Gable
Dan Gable est un lutteur américain spécialiste de la lutte libre né le 25 octobre 1948 à Waterloo (Iowa).

## Biographie
Il remporte la médaille d'or des Championnats du monde de lutte 1971 dans la catégorie des moins de 68 kg.
Lors des Jeux olympiques d'été de 1972, il remporte le titre olympique en combattant dans la catégorie des -68 kg.
Le 8 décembre 2020, il reçoit la Médaille présidentielle de la Liberté des mains de Donald Trump. La  cérémonie fait les gros titres après que le président des États-Unis ait quitté la pièce avant la fin de la cérémonie.